# Lèmur ratolí de Ravelobe
El lèmur ratolí de Ravelobe (Microcebus ravelobensis) és un lèmur ratolí de la família dels quirogalèids. Com tots els lèmurs, és endèmic de l'illa de Madagascar. Té un aspecte bastant similar al del lèmur ratolí gris, amb el qual és simpàtric, però és més agressiu i té la cua més llarga i prima.